# وایت بولینگر
وایت بولینگر (به انگلیسی: Dwight Bolinger) (زاده ۱۸ اوت ۱۹۰۷ و درگذشته ۲۳ فوریه ۱۹۹۲) زبان شناس آمریکایی و متخصص در زبان و ادبیات رومی در دانشگاه هاروارد بود.